# Le Haut-Corlay

Le Haut-Corlay este o comună în departamentul  Côtes-d'Armor, Franța. În 1 ianuarie 2022 avea o populație de 650 de locuitori.